# 비아차

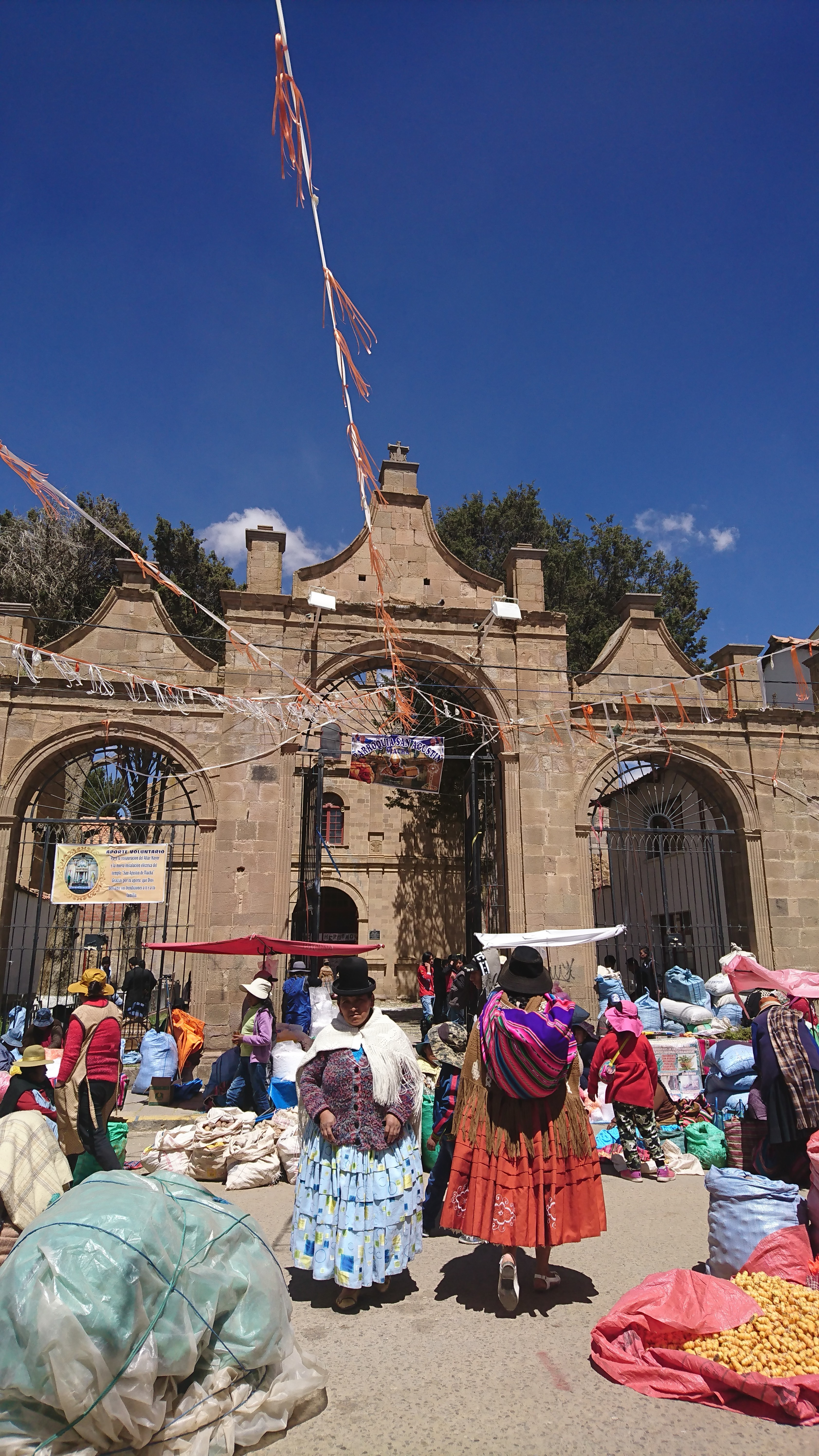

비아차(스페인어: Viacha)는 볼리비아 라파스 주에 위치한 도시로 면적은 4.7km2, 높이는 3,871m, 인구는 38,457명(2012년 기준)이다.